# Charles Bettelheim
Charles Bettelheim (Paris, 20 de novembro de 1913 - Gentilly, 20 de julho de 2006), foi um economista e historiador francês. Fundador do CEMI - Centre pour l'étude des modes d'industrialisation  (em português, 'Centro para o Estudo de Modos de Industrialização'), na EHESS. Foi também consultor económico em governos de vários países em desenvolvimento durante a descolonização. Foi muito influente na Nova Esquerda francesa, e foi considerado "um dos mais notáveis marxistas do mundo capitalista", segundo Le Monde (4 de abril de 1972), em França, mas também em Espanha, Itália, América Latina e Índia.

## Publicações
- La planification soviétique. Rivière, 1945 (paleamento soviético)
- L'économie allemande sous le nazisme, un aspect de la décadence du capitalisme. Rivière, 1946 (Bibliothèque générale d'économie politique) (A economia alemã sob o Nazismo, um aspecto da decadência do Capitalismo)Abugabuga
- Bilan de l'économie française (1919-1946). PUF, 1947 (Balancete da economia francesa)
- Esquisse d'un Tableau Économique de l'Europe. Domat, 1948 (Esboço de um quadro económico da Europa)
- L'économie soviétique. Sirey, 1950 (A Economia Soviética)
- Une ville française moyenne. Auxerre en 1950. Étude de structure sociale et urbaine (avec Suzanne Frère). Colin, 1950 (Cahiers de la fondation nationale des sciences politiques) (Uma pequena cidade francesa.  Auxerre em 1950. Estudo da Estrutura urbana e social.
- Modèles de croissance et développement économique. Tiers-Monde, tome I, nos. 1-2, 1960 (Modelos de Crescimento económico e Desenvolvimento)
- L'Inde indépendante. Colin, 1962 (A Índia independente)
- Planification et croissance accélérée. Maspero, 1965 (Collection Économie et socialisme) (Planificação e Crescimento Acelerado)
- La transition vers l'économie socialiste. Maspero, 1968 (A Transição para uma Economia Socialista)
- Problèmes théoriques et pratiques de la planification. Maspero, 1970 (Problemas teóricos e práticos com a Planificação)
- Calcul économique et formes de propriété. Maspero, 1971 (Cálculo económico e formas de Propriedade)
- Révolution culturelle et organisation industrielle en Chine. Maspero, 1973 (A Revolução Cultural e a Organização Industrial na China)
- Les luttes de classes en URSS – Première période, 1917-1923. Seuil/Maspero, 1974 ("A Luta de Classes na URSS - primeiro período, 1917-1923)
- Les luttes de classes en URSS – Deuxième période, 1923-1930. Seuil/Maspero, 1977 (A Luta de Classes na URSS - segundo período, 1923-1930)
- Questions sur la Chine, après la mort de Mao Tsé-toung. Maspero, 1978 (Collection Économie et socialisme) (Questões sobre a China depois da morte de Mao Tsé-Tung)
- Les luttes de classes en URSS – Troisième période, 1930-1941. Tome I: Les dominés, tome II: Les dominants. Seuil/Maspero, 1982 ("A Luta de Classes na URSS - terceiro período, 1930-1941.  Vol. I:  "Os Dominados," Vol II: "Os Dominantes.")
- La pensée marxienne à l'épreuve de l'histoire, interview in Les Temps modernes, nº 472, 1985 (O pensamento Marxista à prova da História)
- La pertinence des concepts marxiens de classe et lutte de classes pour analyser la société soviétique, dans Marx en perspective, Éditions de l'EHESS, 1985 (A pertinência dos conceitos Marxistas de Classe e Luta de Classes na análise da sociedade soviética)